# قرص طبي محلى
المَصِيْص هو قرص طبّيّ مُحلّى، وهو نوع من الحبوب الطبية حلوة المذاق، يصنع من سائل ثخين القوام يتم تصليبه ليستخدم عن طريق مضغه مضغاً خفيفاً وجعله يذوب في الفم. والمصطلح الإنجليزي يستخدم أيضاً لوصف نوع من البخور يسمى كرة التبخير  وهي كرة صغيرة من معجون عطري تستعمل لتبخير الغرف.